# Leucauge tupaqamaru
Leucauge tupaqamaru là một loài nhện trong họ Tetragnathidae.
Loài này thuộc chi Leucauge. Leucauge tupaqamaru được miêu tả năm 1971 bởi Archer.